# Édouard Gatian de Clérambault
Pour les articles homonymes, voir Clérambault.
Édouard Gatian de Clérambault, né le 18 avril 1833 à Luynes (Indre-et-Loire) et mort le 25 septembre 1917 à Tours, est un archéologue, dessinateur et historiographe français.

## Biographie

### Origines
Édouard Gatian de Clérambault naît le 18 avril 1833 au château de l'Hérissaudière, propriété familiale plus tard rattachée à la commune de Pernay, de François Alfred Gatian de Clérambault et de Cécile Euphrasie de Pigniol de Rocreuse. Descendant de Jacques Gatian, sa famille est alliée à celle de René Descartes.

### Carrière
Après des études à Tours, puis à Paris, il intègre l'administration de l'enregistrement où il occupe plusieurs postes, d'abord en Algérie puis en France, terminant sa carrière professionnelle en 1900 à Beauvais. Il revient alors en Touraine.
Il devient membre de la Société archéologique de Touraine dès 1889 puis intègre son conseil d'administration : trésorier adjoint de 1901 à 1905, vice-président de 1905 à 1910 et président de 1910 à son décès.
Passionné par les monuments et leur histoire, il accompagne les études qu'il rédige de dessins de sa main ; il est particulièrement attentif aux conséquences de l'urbanisation sur la disparition du patrimoine bâti. Il constitue également une importante collection d'objets préhistoriques, antiques ou médiévaux, collectés où ses affectations professionnelles successives le mènent,.

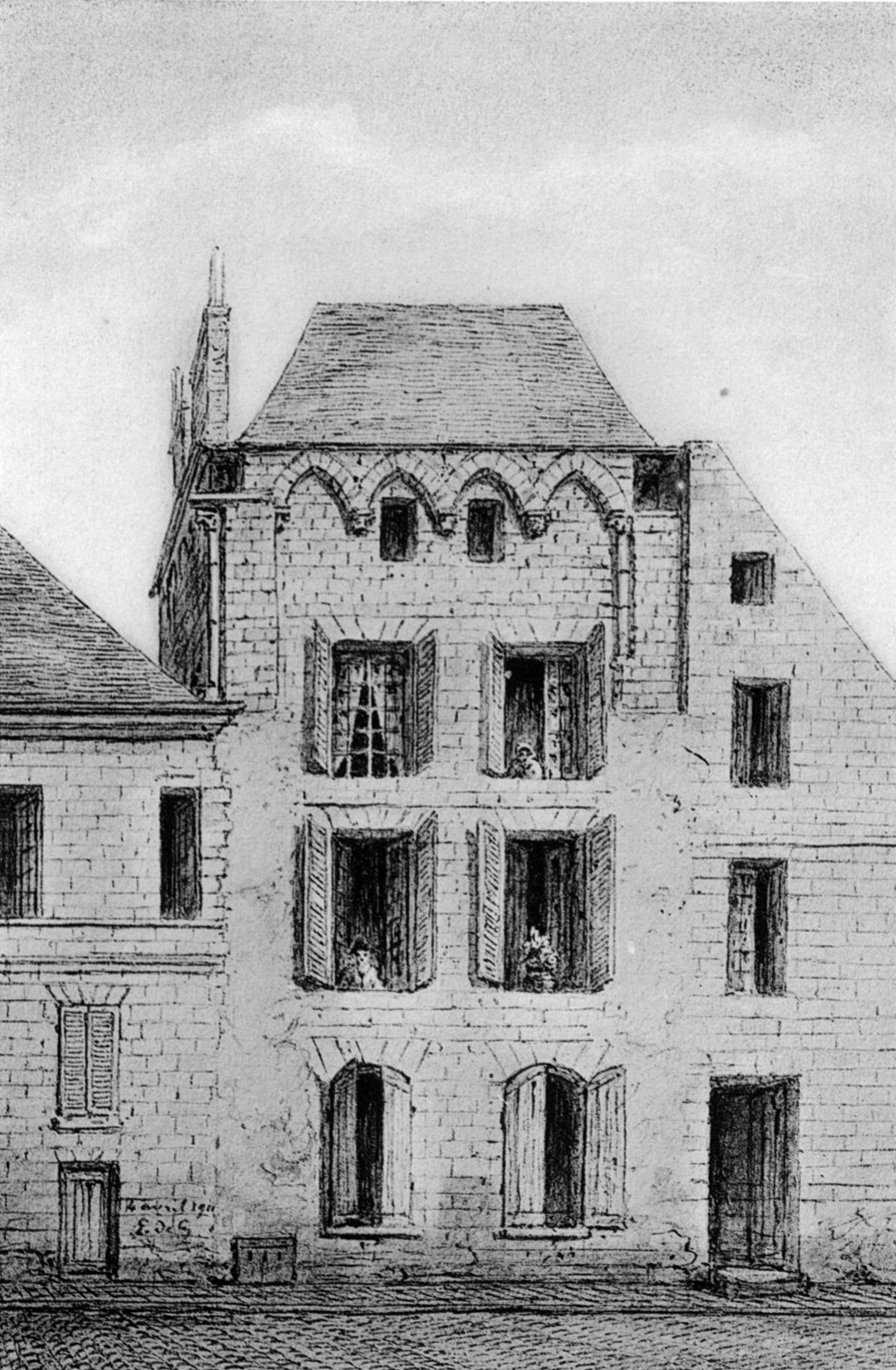
La tour Foubert de Tours (disparue)[8].
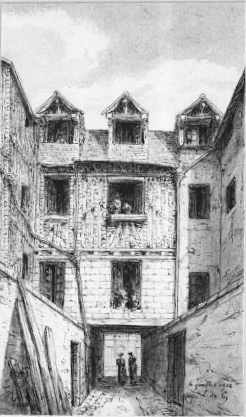
Hôtel de la Crouzille, façade postérieure (Tours).

Édouard Gatian de Clérambault s'éteint le 25 septembre 1917 à Tours, à l'âge de 84 ans.

### Famille
En 1868, il épouse Valentine de Saint-Chamans, descendante d'Alfred de Vigny ; le psychiatre et ethnographe Gaëtan Gatian de Clérambault (1872-1934) est l'un de leurs enfants.

## Publications
Édouard Gatian de Clérambault est l'auteur de nombreux ouvrages et articles, parmi lesquels lui-même en retient deux qu'il considère comme les plus aboutis :
- Le Château de Tournoël (Auvergne), Paris, Champion, 1910, 308 et XL p.
- Tours qui disparaît, Tours, Société archéologique de Touraine, 1912, 64 et C p.

Un projet de Dictionnaire des rues de Tours, presque achevé à sa disparition, reste inédit.